# Provinz Buzen

Provinz Buzen, heute Teil der Präfektur Fukuoka

Buzen (jap. 豊前国, Buzen no kuni) war eine der historischen Provinzen Japans im Norden der Insel Kyūshū. Sie grenzte an die Provinzen Bungo und Chikuzen. Heute ist das Gebiet der östliche Teil der Präfektur Fukuoka, einschließlich einiger nördlicher Bezirke der Präfektur Ōita.

## Geschichte
Die Provinz entstand Ende des 7. Jahrhunderts aus der Aufspaltung der Provinz Toyo (豊国) in Provinzen Buzen (dt. „Vorder-Toyo“) und Bungo (dt. „Hinter-Toyo“). Diese wurden kollektiv auch als Hōshū (豊州, „Toyo-Provinz(en)“) bezeichnet. Die Schriftzeichen von Buzen wurden in der Frühzeit auch als Toyo-kuni no michi no kuchi gelesen. 
Die Ruinen der alten Provinzhauptstadt (kokufu) wurden bei der Stadt Toyotsu (heute: Miyako) gefunden. Die Burgstadt Kokura (heute: Kitakyūshū), ein Sitz zahlreicher Feudalherrscher, lag ebenfalls in Buzen. Nach der Abschaffung des Lehenssystems während der Meiji-Restauration im Jahr 1871 bildete die Provinz für vier Jahre die Präfektur Kokura, bis sie 1876 der Präfektur Fukuoka zugeschlagen wurde.

## Umfang
Die Provinz Buzen umfasste folgende spätere Landkreise (gun):
- Kiku (企救郡)
- Kōge (上毛郡)
- Miyako (京都郡)
- Nakatsu (仲津郡)
- Shimoge (下毛郡)
- Tagawa (田川郡)
- Tsuiki (築城郡)
- Usa (宇佐郡)